# كرودر
كرودر (بالإنجليزية: Crowder)‏ هو كاتب أمريكي، ولد في 29 نوفمبر 1971.

## وصلات خارجية
- الموقع الرسمي
- كرودر على موقع ميوزك برينز (الإنجليزية)
- كرودر على موقع أول ميوزيك (الإنجليزية)
- كرودر على موقع أول ميوزيك (الإنجليزية)
- كرودر على موقع ديسكوغز (الإنجليزية)